# Umberto Giordano
Umberto Menotti Maria Giordano, italijanski operni skladatelj, * 28. avgust 1867, Foggia, Italija - † 12. november 1948, Milano, Italija.
Njegovo najbolj znano in tudi največkrat izvajano delo je opera iz časa francoske revolucije Andre Chenier. Krstna predstava je bila 28. marca 1896 v milanski Scali. Druga opera, ki je še poznana, je Fedora (1898). Pisal pa je tudi samospeve, klavirske skladbe in orkestralna dela.